# Brocchinia tatei
Brocchinia tatei é uma espécie vegetal pertencente à família Bromeliaceae, endêmica da região do Monte Roraima.